# Leptodactylus viridis
Espèce
Statut de conservation UICN

 DD  : Données insuffisantes
Leptodactylus viridis est une espèce d'amphibiens de la famille des Leptodactylidae.

## Répartition
Cette espèce est endémique du Brésil. Elle se rencontre de 250 à 450 m d'altitude à Itagibá et à Guaratinga dans l'État de Bahia et à Salto da Divisa au Minas Gerais.

## Étymologie
Le nom spécifique viridis vient du latin viridis, vert, en référence à la coloration de cette espèce.

## Publication originale
- Jim & Spirandeli Cruz, 1973 : Uma nova especie de Leptodactylus do estado do Bahia, Brasil (Amphibia, Anura). Revista Brasileira de Biologia, vol. 39, no 3, p. 707-710.